# Schistura dubia
Schistura dubia är en fiskart som beskrevs av Kottelat, 1990. Schistura dubia ingår i släktet Schistura och familjen grönlingsfiskar. IUCN kategoriserar arten globalt som otillräckligt studerad. Inga underarter finns listade i Catalogue of Life.